# Menajerimi Ara
Menajerimi Ara (no Brasil recebeu o título de A Agência ) é uma série de televisão turca de drama e comédia assinada por Ay Yapım, dirigida por Deniz Çelebi Dikilitaş, roteiro escrito por Uğraş Güneş e Volkan Yazıcı, seu primeiro episódio foi exibido originalmente em 25 de agosto de 2020. Misturando drama e comédia, a série gira em torno da vida de quatro gerentes com seus assistentes em uma prestigiada agência de talentos. A cada episódio, atores da indústria do cinema e da televisão participam da série como convidados e se retratam. É uma adaptação da série de TV francesa Dix pour cent. A série terminou com seu 45º episódio, que foi ao ar em 11 de julho de 2021.

## Enredo
Quatro gestores da agência de talentos Ego, nomeadamente desinados como: Kıraç ( Barış Falay ), Feris ( Canan Ergüder ), Çınar ( Fatih Artman ) e Peride ( Ayşenil Şamlıoğlu ), lidam diariamente com situações difíceis e defendem as suas visões de negócio. Eles combinam habilmente arte e negócios, mas suas vidas privadas e profissionais às vezes entram em conflito. Os treinadores e seus assistentes nos levam aos bastidores do mundo selvagem de pessoas famosas; onde risos, emoções, intrigas, decepções e lágrimas colidem constantemente. Dicle ( Ahsen Eroğlu ), que entrou pela primeira vez neste mundo selvagem, diz que também estou na guerra, começando de baixo na sua luta contra personalidades cujos egos são superiores à sua altura.

## Exibição
Foi exibida originalmente de 25 de agosto de 2020 à 11 de julho de 2021.

#### Exibição no Brasil
Chegou primeiro ao catálogo do serviço de streaming anteriormente designado como HBO MAX em dezembro de 2021. O folhetim foi distribuído pela Madd Entertainment com o título internacional de The Agency. Contudo, nesta versão internacional, ela possui um total de 149 episódios (45 min cada) diferente da versão original que possui apenas 45 capítulos.
Foi exibida pela primeira vez no canal fechado TNT Novelas de 04 de dezembro de 2023 à 27 de junho de 2024 em 149 capítulos, substituindo Amor Sem Fim e sendo substituída por Betty a Feia. Como o último capítulo desta exibição foi exibido em uma quinta, a emissora reprisou na sexta dia 28 de junho o último capítulo da trama para fechar a semana de exibição.
Foi reprisada pelo mesmo canal entre 24 de junho e 01 de julho de 2024, sendo exibida somente na segunda-feira ás 03h30 da manhã, substituindo Amor sem Fim, mas foi cancelada após a exibição de 5 capítulos.

## Elenco e personagens

### Personagens principais
- Kıraç Özdal ( Barış Falay ): Um dos gerentes da EGO e pai de Dicle
- Çınar Bilgin ( Fatih Artman ): Um dos gestores do EGO.
- Dicle Ertem ( Ahsen Eroğlu ): assistente de Feris e filha de Kıraç
- Barış Havas ( Deniz Can Aktaş ): Um dos atores que Feris gerencia.
- Peride Şener ( Ayşenil Şamlıoğlu ): Uma das gestoras do EGO.
- Feris Dikmen ( Canan Ergüder ): Um dos gestores do EGO. Ela é autoconfiante e tem uma personalidade dura. Chefe de Dicle. Ela foi para os EUA por 6 meses com Serkan. (1–35)
- Ceyda Yücesoy ( Özge Borak ): velha amiga de Serkan. Sócio da EGO e posteriormente novo proprietário.
- Serkan Tahtacı ( Serhat Teoman ): Ex-gerente da Agência EGO que voltou dos EUA para casa. Proprietário da Agência Berlim. Eles não conseguem se dar bem com Kıraç. Mais tarde, ele compra a Agência EGO do pai de Mayda e decide fundir as duas agências. Ele voltou para os EUA com Feris. (12–35)

### Personagens secundários
- Gulin Yetik (Gamze Karaduman): assistente de Kıraç
- Emrah Ayoglu (Semi Sirtikkizil): assistente de Çinar
- Aydin Havas (Beran Kotan): irmão de Barış
- Beren Özdal (Yaprak Medine): enteada de Kıraç, filha de Mayda e co-estrela de Barış

### Artistas convidados
Os artistas listados abaixo apareceram em um episódio em que retrataram a si mesmos ou a personagens fictícios.
| Actor                   | Episode | Year |
| ----------------------- | ------- | ---- |
| Alican Yücesoy          | 1       | 2020 |
| Tuba Büyüküstün         | 1       | 2020 |
| Ali Bilgin              | 2       | 2020 |
| Nebahat Çehre           | 2       | 2020 |
| Nükhet Duru             | 2       | 2020 |
| Ceylan Özgün Özçelik    | 3       | 2020 |
| Çağatay Ulusoy          | 3       | 2020 |
| Derya Baykal            | 3       | 2020 |
| Müjgan Ferhan Şensoy    | 3       | 2020 |
| Ercan Kesal             | 3       | 2020 |
| Edis                    | 4       | 2020 |
| Melisa Şenolsun         | 4       | 2020 |
| Demet Akbağ             | 4       | 2020 |
| İrem Derici             | 5       | 2020 |
| Şükran Ovalı            | 5       | 2020 |
| Mesut Can Tomay         | 5       | 2020 |
| Ali Biçim               | 5       | 2020 |
| Rıza Kocaoğlu           | 6       | 2020 |
| Boran Kuzum             | 6       | 2020 |
| Gökçe Bahadır           | 7       | 2020 |
| Ahmet Rıfat Şungar      | 7       | 2020 |
| Burçin Terzioğlu        | 8       | 2020 |
| Hazal Kaya              | 8       | 2020 |
| Bilge Şen               | 8       | 2020 |
| Feyyaz Yiğit            | 9       | 2020 |
| Ali Yoğurtçuoğlu        | 9       | 2020 |
| İlkin Tüfekçi           | 9       | 2020 |
| Sadi Celil Cengiz       | 10      | 2020 |
| Aslı İnandık            | 11      | 2020 |
| Arif Erkin Güzelbeyoğlu | 11      | 2020 |
| Pınar Deniz             | 12      | 2020 |
| Arif Erkin Güzelbeyoğlu | 12      | 2020 |
| Yılmaz Gruda            | 12      | 2020 |
| Tilbe Saran (Sabiha)    | 12      | 2020 |
| İrem Derici             | 13      | 2020 |
| Ozan Dolunay            | 14      | 2020 |
| Murat Dalkılıç          | 15      | 2020 |
| Selen Uçer              | 15      | 2020 |
| Melis Birkan            | 16      | 2020 |
| Ushan Çakır             | 16      | 2020 |
| Yetkin Dikinciler       | 17      | 2020 |
| Erhan Yazıcıoğlu        | 17      | 2020 |
| Hayrettin Karaoğuz      | 17      | 2020 |
| Bora Akkaş              | 18      | 2020 |
| Tuğba Çom Makar         | 19      | 2021 |
| Perihan Savaş           | 19      | 2021 |
| Perihan Savaş           | 20      | 2021 |
| Tamer Levent            | 21      | 2021 |
| Ege Kökenli             | 21      | 2021 |
| Şerif Erol              | 22      | 2021 |
| Gülben Ergen            | 23      | 2021 |
| Serdar Ortaç            | 23      | 2021 |
| Ece Dizdar              | 23      | 2021 |
| Aslı Tandoğan           | 24      | 2021 |
| Başak Karahan           | 24      | 2021 |
| Serdar Ortaç            | 25      | 2021 |
| Almila Ada              | 25      | 2021 |
| İrem Derici             | 26      | 2021 |
| Kalben                  | 26      | 2021 |
| Levent Ülgen            | 27      | 2021 |
| Yaşar Üzer              | 27      | 2021 |
| Şenay Gürler            | 28      | 2021 |
| İbrahim Kutluay         | 28      | 2021 |
| Sedef Avcı              | 29      | 2021 |
| Defne Kayalar           | 30      | 2021 |
| Aydan Şener             | 31      | 2021 |
| Serdar Ortaç            | 31      | 2021 |
| Rahmi Dilligil          | 31      | 2021 |
| Selda Alkor             | 32      | 2021 |
| Tugay Mercan            | 32      | 2021 |
| Ayça Varlıer            | 33      | 2021 |
| Yağmur Tanrısevsin      | 33      | 2021 |
| Ceren Taşçı             | 34      | 2021 |
| Devin Özgür Çınar       | 35      | 2021 |
| Zeynep Köse             | 35      | 2021 |
| Kemal Başar             | 35      | 2021 |
| Burcu Altın             | 36      | 2021 |
| Bala Atabek             | 36      | 2021 |
| Onur Büyüktopçu         | 37      | 2021 |
| Ruhi Sarı (Erdem)       | 37      | 2021 |
| Çağrı Çıtanak (Murat)   | 37      | 2021 |
| Erdem Akakçe (Alper)    | 37      | 2021 |
| Gülden Avşaroğlu        | 37      | 2021 |
| Ayça Ayşin Turan        | 38      | 2021 |
| Alp Navruz              | 38      | 2021 |
| Beyti Engin             | 38      | 2021 |
| Mustafa Kırantepe       | 39      | 2021 |
| Nihan Büyükağaç (Didem) | 39      | 2021 |
| Fatih Al (Timur)        | 39      | 2021 |
| Defne Yalnız            | 40      | 2021 |
| Serkan Tınmaz (Görkem)  | 40      | 2021 |
| Burak Altay (Fırat)     | 40      | 2021 |
| Fatih Ürek              | 41      | 2021 |
| Gürgen Öz               | 42      | 2021 |
| Bahtiyar Engin          | 42      | 2021 |
| Sinem Öztürk            | 42      | 2021 |
| Cem Belevi              | 43      | 2021 |
| Nursel Köse             | 43      | 2021 |
| Mehmet Esen             | 43      | 2021 |
| Murat Dalkılıç          | 44      | 2021 |
| Yasemin Allen           | 44      | 2021 |
| Emre Bey                | 45      | 2021 |

## Curiosidades
Enquanto o prédio onde a agência de talentos imaginária EGO está localizada é 42 Plaza  em Istambul - Maslak, a casa onde o personagem Dicle ficou nos primeiros 3 episódios fica no distrito de Kurtuluş, no distrito de Şişli . Algumas das fotos internas aconteceram na Fábrica de Calçados Beykoz.

## links externos
- Menajerimi Ara no site oficial da Star TV